# Фридерика фон Мекленбург-Щрелиц
Фридерика фон Мекленбург-Щрелиц (на немски: Friederike, Herzogin zu Mecklenburg-Strelitz; * 2 март 1778 в стария палат, Хановер, † 29 юни 1841 също там) е родена принцеса фон Мекленбург-Щрелиц, чрез женитби принцеса на Прусия, принцеса на Золмс-Браунфелс и от 1837 до 1841 г. кралица на Хановер.

## Произход
Фридерика Луиза Каролина София Шарлота Александрина (Friederike Luise Karoline Sophie Charlotte Alexandrine, Herzogin zu Mecklenburg) е най-малката дъщеря на Карл II (1741 – 1816), велик херцог на Мекленбург-Щрелиц и първата му съпруга Фридерика Каролина Луиза фон Хесен-Дармщат (1752 – 1782), дъщеря на ландграф Георг Вилхелм и съпругата му Мария Луиза фон Лайнинген-Дагсбург-Фалкенбург. Фридерика е най-малката сестра на прочутата пруска кралица Луиза, съпругата на пруския крал Фридрих Вилхелм III. Тя е племенница на британската кралица Шарлота, съпругата на Джордж III.

## Принцеса на Прусия и Золмс-Браунфелс
Фридерика се омъжва на 26 април 1793 г. в Берлин за принц Фридрих Лудвиг Карл фон Прусия (1773 – 1796), вторият син на пруския крал Фридрих Вилхелм II (1744 – 1797). Обаче нейният съпруг се интересува повече от метресите си, разболява се през 1796 г. от дифтерит и умира. Фридерика се мести с нейните три малки деца в дворец Шьонхаузен при Берлин.
През 1798 г. Фридерика забременява и за да се избегне скандал се омъжва на 10 декември 1798 г. за принц Фридрих Вилхелм фон Золмс-Браунфелс (1770 – 1814). Те отиват да живеят през 1799 г. в Ансбах. Родената дъщеря през февруари 1799 г., призната от фон Золмс-Браунфелс, живее само няколко месеца.
Бракът на Фредерика с Фридрих Вилхелм е нещастен. Той се отказва от военната си служба и Фридерика трябва сама да издържа фамилията си. Преди да се разведе принца умира внезапно от удар на 13 април 1814 г.

## Кралица на Хановер
На 29 май 1815 г. Фридерика се омъжва в Нойщрелиц за братовчед си принц Ернст Август I фон Хановер (1771 – 1851) от род Велфи, петият син на Джордж III (1738-1820) , крал на Великобритания и Ирландия, и на кралица София Шарлота (1744 – 1818).
На 29 август 1799 г. крал Джордж III прави принц Ернст Август първи херцог на Кумберланд и Тевиотдале и на граф на Армаг. На 20 юни 1837 г. английският крал Уилям IV умира без наследник и на 66 години Ернст Август става крал на Хановер и херцог на Брауншвай-Люнебург вместо Виктория.
Фридерика Шарлота има осем деца от предишните си бракове. От брака ѝ с херцог Ернст Август се раждат други три деца, от които само едно оживява – един син, бъдещият крал Георг V фон Хановер (* 27 май 1819 † 12 юни 1878), последен крал на Хановер.
След заболяване кралица Фридерика умира на 29 юни 1841 г. в Хановер. Тя е погребана в мавзолея на Велфите в Берггартен в Хановер, който крал Ернст Август I построява за нея.

## Деца
От първия брак с принц Фридрих Лудвиг Карл фон Прусия, наричан Луис:
- Фридрих Лудвиг (1794 – 1863), ∞ 1817 принцеса Луиза фон Анхалт-Бернбург (1799 – 1882)
- Карл Георг (1795 – 1798)
- Фридерика Вилхелмина Луиза Амалия (1796 – 1850), ∞ 1818 херцог Леополд IV Фридрих фон Анхалт-Десау (1794 – 1871)

От втория брак с принц Фридрих Вилхелм фон Золмс-Браунфелс:
- дъщеря (1799 – 1799)
- дете (*/† 1800)
- дете (*/† 1800)
- Фридрих Вилхелм Хайнрих (1801 – 1868), ∞ 1831 Мария Анна графиня Кински (1809 – 1892)
- София (1803 – 1803)
- Августа Луиза (1804 – 1865), ∞ 1827 принц (от 1867 княз) Алберт фон Шварцбург-Рудолщат (1798 – 1869)
- Александер Фридрих Лудвиг (1807 – 1867), ∞ 1863 Луиза фрайин фон Ландсберг-Фелен (1835 – 1894)
- Фридрих Вилхелм Карл (1812 – 1875), ∞ I. морганатичен брак) 1834 – 1841 Луиза Байрих, ∞ II. 1845 принцеса София фон Льовенщайн-Вертхайм-Розенберг (1814 – 1876)

От третия брак с херцог Ернст Август I крал на Хановер:
- дъщеря (*/† 1817)
- Георг V фон Хановер (1819 – 1878), ∞ 1843 принцеса Мария фон Саксония-Алтенбург (1818 – 1907)

## Галерия
- Фридерика (дясно) и нейната сестра Луиза като принцеси,
 скулптор Шадов
- Фридерика Пруска, 
Шадов, 1795
- Кралица Фридерика фон Хановер